# النعيم (رواية)
النعيم (بالإنجليزية: Bliss)‏ هي رواية للكاتب الأسترالي بيتر كاري، وفازت لجائزة مايلز فرانكلين، نشرت عام 1981، عن دار نشر يو كيو بي في أستراليا، وفيبر آند فيبر في المملكة المتحدة، وهاربر آند رو في الولايات المتحدة. 